# Million Dollar Quartet
Het Million Dollar Quartet was een jamsessie op 4 december 1956 in de Sun Studio in Memphis, Tennessee. Aan de sessies deden Elvis Presley, Jerry Lee Lewis, Carl Perkins en Johnny Cash mee. 

## Geschiedenis
Het was louter toeval dat de muzikanten elkaar die dag troffen. Carl Perkins, die dat jaar succes had gehad met Blue Suede Shoes, was die dag de studio ingedoken met zijn broers Jay en Clayton om nieuw materiaal op te nemen. Sam Phillips, de eigenaar van Sun Records, had Jerry Lee Lewis gevraagd om piano te spelen met Perkins.
Die middag kwam Elvis Presley, een voormalige Sun-artiest, langs met een vriendin, Marilyn Evans. Hij was op dat moment al wereldberoemd en had toen al vijf nummer-één-hits op zijn naam staan. Nadat hij met Phillips had gepraat, luisterde Presley naar wat stukken van Perkins' sessie en ging de studio binnen om te jammen. Phillips bewaarde de geluidsbanden als een soort souvenir. Op een gegeven moment tijdens de jamsessie, viel Johnny Cash, die indertijd ook al wat hits had, binnen. Cash is echter op geen van de overgebleven opnames te horen.
Toen de sessie vorderde, zag Phillips kans op publiciteit en hij belde een lokale krant, de Memphis Press-Scimitar. Bob Johnson, de entertainmentjournalist van de krant, kwam naar de studio, samen met een fotograaf en een vertegenwoordiger genaamd Leo Soroca. 
De volgende dag werd een artikel, geschreven door Johnson gepubliceerd in de Memphis Press-Scimitar onder de titel "Million Dollar Quartet". Het artikel bevatte ook de wereldberoemde foto van Presley, zittend bij de piano, omringd door Lewis, Perkins en Cash.
Geluidsbanden van de sessie bleven in totaal twintig jaar achter gesloten deuren. Toen in 1969 Sun Records gekocht werd door Shelby Singleton, ging deze door alle overgebleven tapes heen, wat in totaal 10.000 uur aan muziek was. Ook de Million Doller Quartet-sessie werd gevonden. In 1981 kwam er een LP uit die zeventien, bijna allemaal religieuze nummers bevatte. 
Jaren later werd er nog meer materiaal ontdekt. Dit resulteerde in 1987 in de uitgave van Charly/Sun 2 LP set set #CDX 20 The Complete Million Dollar Session, die later ook in cd-vorm uitgegeven werd. Er zijn in totaal ongeveer 40 nummers uitgekomen.

## Nummers, schrijvers en duur
1. You Belong To My Heart (Ray Gilbert/Augustin Lara) Elvis Presley 0:45
2. When God Dips His Love In My Heart (trad.) Elvis Presley & Jerry Lee Lewis 0:18
3. Just A Little Talk With Jesus (Clevant Derricks) Elvis Presley & Jerry Lee Lewis 3:52
4. Jesus Walked That Lonesome Valley (trad.) Elvis Presley & Jerry Lee Lewis 2:52
5. I Shall Not Be Moved (Ray Gilbert/Augustin Lara) Elvis Presley & Jerry Lee Lewis 3:01
6. Peace In The Valley (Thomas A. Dorsey) Elvis Presley 1:20
7. Down By The Riverside (trad.) Elvis Presley & Jerry Lee Lewis 2:11
8. I'm With A Crowd But So Alone (Ernest Tubb/Carl Story) Elvis Presley 1:17
9. Farther Along (trad.) All 1:38
10. Blessed Jesus (Hold My Hand) (trad.) Elvis Presley & Jerry Lee Lewis 1:24
11. As We Travel Along On The Jericho Road (trad.) Elvis Presley & Jerry Lee Lewis 0:42
12. I Just Can't Make It By Myself (Clara Ward) Elvis Presley & Jerry Lee Lewis 0:59
13. Little Cabin Home On The Hill (Bill Monroe/Lester Flatt) Elvis Presley 0:38
14. Summertime Is Past And Gone (Bill Monroe) Elvis Presley & Carl Perkins 0:06
15. I Hear A Sweet Voice Calling (Bill Monroe) All 0:27
16. Sweetheart You Done Me Wrong (Bill Monroe/Lester Flatt) All 0:26
17. Keeper Of The Key (B.Stewart/H.Howard/K.Devine/L.Guynes) Carl Perkins 0:45
18. Crazy Arms (Ralph Mooney/Charles Seals) Jerry Lee Lewis 0:18
19. Don't Forbid Me (Charles Singleton) Elvis Presley 0:56
20. Too Much Monkey Business (Chuck Berry) Jerry Lee Lewis 0:05
21. Brown Eyed Handsome Man (Chuck Berry) Elvis Presley & Jerry Lee Lewis 1:00
22. Out Of Sight, Out Of Mind (Ivory Joe Hunter/Clyde Otis) Elvis Presley 0:45
23. Brown Eyed Handsome Man (Chuck Berry) Elvis Presley & Jerry Lee Lewis 1:42
24. Don't Be Cruel (Elvis Presley/Otis Blackwell) Elvis Presley 1:41
25. Don't Be Cruel (Elvis Presley/Otis Blackwell) Elvis Presley 0:37
26. Paralyzed (Elvis Presley/Otis Blackwell) Elvis Presley 2:36
27. Don't Be Cruel (Elvis Presley/Otis Blackwell) Elvis Presley 0:24
28. There's No Place Like Home (trad.) Elvis Presley 3:18
29. When The Saints Go Marchin' In (trad.) Elvis Presley & Jerry Lee Lewis 2:14
30. Softly And Tenderly (trad.) Elvis Presley & Jerry Lee Lewis 2:27
31. Is It So Strange (Faron Young) Elvis Presley 1:09
32. That's When Your Heartaches Begin (W.Hill/F.Fisher/W.Raskin) Elvis Presley 4:37
33. Brown Eyed Handsome Man (Chuck Berry) Elvis Presley 0:20
34. Rip It Up (R.Blackwell/J.Marascalco) Elvis Presley 0:03
35. I'm Gonna Bid My Blues Goodbye (Hank Snow) Elvis Presley 0:31
36. Crazy Arms (Ralph Mooney/Charles Seals) Jerry Lee Lewis 3:13
37. That's My Desire (Helmy Kresa/Carroll Loveday) Jerry Lee Lewis 1:17
38. End Of The Road (Jerry Lee Lewis) Jerry Lee Lewis 1:35
39. Black Bottom Stomp (Ferdinand Morton) Jerry Lee Lewis (instr.) 0:54
40. You're The Only Star In My Blue Heaven (Gene Autry) Jerry Lee Lewis 1:13
41. Elvis chatter 0:39